# Czekam na okazję
Czekam na okazję – debiutancki album Krakowskiej Grupy Bluesowej, wydany w 2002 roku.

## Lista utworów
| Nr  | Tytuł utworu                                            | Słowa                                   | Muzyka         | Długość |
| --- | ------------------------------------------------------- | --------------------------------------- | -------------- | ------- |
| 1.  | „Karolina z Ludwinowa”                                  | Paweł Małysiak, Artur Bazior            | trad.          | 5:19    |
| 2.  | „Krakowskie kazamaty”                                   | Artur Bazior                            | Artur Bazior   | 4:43    |
| 3.  | „Mam spory problem”                                     | Paweł Małysiak                          | Paweł Małysiak | 4:55    |
| 4.  | „Pewnego dnia”                                          | Jarosław Wojciech Sokół, Paweł Małysiak | Paweł Małysiak | 8:57    |
| 5.  | „Chwiejne kroki”                                        | Paweł Małysiak                          | trad.          | 6:14    |
| 6.  | „Każdy wie”                                             | Artur Bazior                            | trad.          | 5:28    |
| 7.  | „Ekspres Ponidzia”                                      | Paweł Małysiak                          | trad.          | 3:33    |
| 8.  | „Czekam”                                                | Artur Bazior                            | Artur Bazior   | 4:29    |
| 9.  | „Demon prędkości”                                       | Paweł Małysiak                          | Paweł Małysiak | 5:58    |
| 10. | „Blues o ostatnim pociągu i zamkniętej linii kolejowej” | Paweł Małysiak                          | Paweł Małysiak | 3:04    |
|     |                                                         |                                         |                | 52:40   |

## Autorzy
| - Artur Bazior - gitara elektryczna, śpiew - Artur Laszczka - instrumenty klawiszowe - Robert Korzeniak - gitara basowa, śpiew - Paweł Małysiak - gitara elektryczna i akustyczna, śpiew |  | - Tomasz Suchowiejko - saksofon altowy i sopranowy - Jerzy Walasek - perkusja - Dariusz Wiśniewski - harmonijka ustna |